# Кубок Хорватії з футболу 1998—1999
Кубок Хорватії з футболу 1998—1999 — 8-й розіграш кубкового футбольного турніру в Хорватії. Титул вперше здобув Осієк.

## Календар
| Раунд            | Дата                          | Матчі | Клуби   |
| ---------------- | ----------------------------- | ----- | ------- |
| Попередній раунд | 19 серпня 1998                | 16    | 48 → 32 |
| 1/16 фіналу      | 6-15 вересня 1998             | 16    | 32 → 16 |
| 1/8 фіналу       | 23 вересня - 21 жовтня 1998   | 8     | 16 → 8  |
| 1/4 фіналу       | 28 жовтня - 25 листопада 1998 | 8     | 8 → 4   |
| 1/2 фіналу       | 3/17 березня 1999             | 4     | 4 → 2   |
| Фінал            | 30 травня 1999                | 1     | 2 → 1   |

## 1/16 фіналу
| Команда 1                 | Рахунок      | Команда 2           |
| ------------------------- | ------------ | ------------------- |
| 6-15 вересня 1998         |              |                     |
| Бойовник 7                | 2:3          | Хайдук (Спліт)      |
| Тополовац                 | 0:1          | Вартекс             |
| Мосор                     | 0:1 дч       | Осієк               |
| Дуго Село                 | 3:2          | Кроація (Загреб)    |
| Аматер (Славонський Брод) | 2:2 пен. 4:2 | Загреб              |
| Халуб'ян                  | 1:2          | Рієка               |
| Подравац                  | 1:5          | Задаркомерц         |
| Мославіна                 | 2:3          | Сегеста             |
| Раштане                   | 2:0          | Інкер (Запрешич)    |
| Чаковець                  | 2:0          | Дубровник           |
| Самобор                   | 1:2          | Хрватскі Драговоляц |
| Пазинка                   | 0:6          | Цибалія             |
| Славонія (Пожега)         | 0:3          | Беліще              |
| Істра (Пула)              | 1:1 пен. 1:4 | Шибеник             |
| Марсонія                  | 0:4          | Славен Белупо       |
| Младост 127               | 4:2          | Б'єловар            |

## 1/8 фіналу
| Команда 1                   | Рахунок      | Команда 2                 |
| --------------------------- | ------------ | ------------------------- |
| 23 вересня - 21 жовтня 1998 |              |                           |
| Шибеник                     | 0:1          | Вартекс                   |
| Славен Белупо               | 8:0          | Дуго Село                 |
| Беліще                      | 4:1          | Аматер (Славонський Брод) |
| Цибалія                     | 1:0          | Рієка                     |
| Чаковець                    | 0:0 пен. 5:4 | Задаркомерц               |
| Сегеста                     | 4:0          | Раштане                   |
| Осієк                       | 3:1          | Хрватскі Драговоляц       |
| Хайдук (Спліт)              | 5:1          | Младост 127               |

## 1/4 фіналу
| Команда 1                     | Заг. | Команда 2      | 1-й матч | 2-й матч |
| ----------------------------- | ---- | -------------- | -------- | -------- |
| 28 жовтня - 25 листопада 1998 |      |                |          |          |
| Славен Белупо                 | 5:1  | Сегеста        | 4:1      | 1:0      |
| Беліще                        | 0:7  | Цибалія        | 0:4      | 0:3      |
| Вартекс                       | 2:4  | Осієк          | 2:1      | 0:3      |
| Чаковець                      | 0:2  | Хайдук (Спліт) | 0:0      | 0:2      |

## 1/2 фіналу
| Команда 1         | Заг.         | Команда 2      | 1-й матч | 2-й матч |
| ----------------- | ------------ | -------------- | -------- | -------- |
| 3/17 березня 1999 |              |                |          |          |
| Осієк             | 1:0          | Славен Белупо  | 1:0      | 0:0      |
| Цибалія           | 3:3 пен. 6:5 | Хайдук (Спліт) | 2:1      | 1:2      |

## Фінал
| 30 травня 1999 |

| Осієк                | 2:1 дч   | Цибалія  |
| -------------------- | -------- | -------- |
| Міту 90+3' Ласич 97' | Протокол | Юрич 35' |

| «Максимир», Загреб Глядачів: 7 000 Арбітр: Рено Синовчич |